# Syritta subtilis
Syritta subtilis är en tvåvingeart som beskrevs av Becker 1903. Syritta subtilis ingår i släktet kompostblomflugor, och familjen blomflugor. Inga underarter finns listade i Catalogue of Life.